# Myki
Myki (in greco Μύκη?, in turco Mustafçova, in bulgaro Мустафчово?, Mustafčovo) è un comune della Grecia situato nella periferia della Macedonia orientale e Tracia (unità periferica di Xanthi) con 16091 abitanti secondo i dati del censimento 2001
A seguito della riforma amministrativa detta Programma Callicrate in vigore dal gennaio 2011 che ha abolito le prefetture e accorpato numerosi comuni, la superficie del comune è ora di 633 km² e la popolazione è passata da 11393 a 16091 abitanti